# Marcus Garrett
Marcus Garrett, född 9 november 1998 i Dallas i Texas, är en amerikansk professionell basketspelare (PG) som spelar för Charlotte Hornets i National Basketball Association (NBA). Han har tidigare spelat för Miami Heat.
Garrett blev aldrig NBA-draftad.
Innan han blev proffs studerade Garrett på University of Kansas och spelade för deras idrottsförening Kansas Jayhawks.